# Prolog
Prolog là một ngôn ngữ lập trình. Tên gọi Prolog được xuất phát từ cụm từ tiếng Pháp Programmation en logique, nghĩa là "lập trình theo lô gíc". Xuất hiện từ năm 1972 (do Alain Colmerauer và Robert Kowalski thiết kế), mục tiêu của Prolog là giúp người dùng mô tả lại bài toán trên ngôn ngữ của logic, dựa trên đó, máy tính sẽ tiến hành suy diễn tự động dựa vào những cơ chế suy diễn có sẵn (hợp nhất, quay lui và tìm kiếm theo chiều sâu) để tìm câu trả lời cho người dùng.
Prolog được sử dụng nhiều trong các ứng dụng của trí tuệ nhân tạo và ngôn ngữ học trong khoa học máy tính (đặc biệt là trong ngành xử lý ngôn ngữ tự nhiên vì đây là mục tiêu thiết kế ban đầu của nó). Cú pháp và ngữ nghĩa của Prolog đơn giản và sáng sủa, nó được người Nhật coi là một trong những nền tảng để xây dựng máy tính thế hệ thứ năm mà ở đó, thay vì phải mô tả cách giải quyết một bài toán trên máy tính, con người chỉ cần mô tả bài toán và máy tính sẽ hỗ trợ họ nốt phần còn lại.

## Cú pháp
Một chương trình Prolog bao gồm các luật được biểu diễn dưới dạng mệnh đề Horn. Một mệnh đề Horn có dạng
```
Head:-Body.
```

Head là một vị từ logic, còn Body có thể là rỗng hoặc là một tập các vị từ logic. Ví dụ như sau:
```
chẵn(X):- X chia_dư 2 = 0.
```

Phần lớn các bộ dịch của các chương trình Prolog đều yêu cầu vị từ logic ở phần đầu của một mệnh đề Horn là một vị từ dương (không có dấu phủ định đi kèm), còn các vị từ trong phần Body có thể có dấu phủ định đi kèm. Chương trình logic mà không có sự xuất hiện của dấu phủ định đi kèm gọi là chương trình logic xác định, còn không thì được gọi là chương trình logic thường.

### Dữ kiện
Dữ kiện là những mệnh đề Horn mà phần Body là rỗng. Kiểu mệnh đề này thường được sử dụng để mô tả các dự kiện của bài toán, ví dụ như việc khai báo "tôm" là một con mèo:
```
mèo(tôm).
```

Khoảng cách từ Hà Nội vào thành phố Hồ Chí Minh là khoảng 2000Km:
```
khoảng_cách(Hà_Nội,TP_Hồ_Chí_Minh,2000).
```

### Luật
Phần còn lại của các mệnh đề trong một chương trình Prolog được gọi là luật. Nó thường thể hiện những phát biểu logic trong bài toán, ví dụ như nếu công tắc đèn bật thì đèn sáng:
```
đèn_sáng(X):- công_tắc_bật(X).
```

Toán tử ":-" được dịch thô là "nếu", trong logic thì nó đại diện cho toán tử suy ra "<-". Phát biểu trên được phát biểu dưới dạng văn xuôi là "Nếu công tắc của đèn X bật thì đèn X sẽ sáng". Tất nhiên, bạn có thể chưa thoả mãn với phát biểu này và bổ sung vào nó để có một phát biểu chặt chẽ hơn:
```
đèn_sáng(X):- công_tắc_bật(X), có_điện.
```

Dấu phẩy "," trong mệnh đề trên được dịch là toán tử "và"; biến trong Prolog được quy ước bắt đầu là một chữ cái hoa.

## Ngữ nghĩa
Một chương trình logic có ngữ nghĩa của riêng nó. Ngữ nghĩa quyết định những kết luận "đúng" nào có thể rút ra được từ một chương trình Prolog. Ví dụ một chương trình Prolog gồm một dữ kiện:
```
mèo(tôm).
```

Khi đó, ta có thể rút ra duy nhất một dữ kiện đúng là "tôm là một con mèo". Trong một ứng dụng Prolog, bạn có thể hỏi một trong hai câu hỏi sau để có được trả lời đúng:
```
?- mèo(tôm).
yes.
```

Và
```
?- mèo(X).
X = tôm;
no.
```

Trong ví dụ trên, "no" có nghĩa là không còn câu trả lời nào nữa. Mọi câu hỏi khác đều cho trả lời là sai. Điều này có nghĩa là trong một chương trình Prolog, người ta sử dụng giả thiết thế giới đóng, mọi thứ bạn khai báo là đúng, nếu không thì nó là sai. Vì vậy trong ví dụ trên, khi bạn hỏi "mitu có phải là một con mèo hay không", bạn sẽ nhận được câu trả lời "no".
Với một chương trình Prolog xác định, ngữ nghĩa của nó được định nghĩa là một mô hình tối thiểu của nó.
Với một chương trình Prolog bình thường, có nhiều loại ngữ nghĩa được sử dụng như ngữ nghĩa đầy đủ, ngữ nghĩa tối thiểu, ngữ nghĩa hoàn chỉnh,...
Đa số các chương trình biên dịch Prolog phổ thông (SWI-Prolog, GNU-Prolog) sử dụng ngữ nghĩa đầy đủ mà đi kèm là thủ tục suy diễn SLDNF.

## Ví dụ
Phần này trình bày một số chương trình ví dụ, nó có thể chạy tốt trong SWI-PROLOG.

### QuickSort
```
split(H, [A|X], [A|Y], Z):-
 order(A, H), split(H, X, Y, Z).
split(H, [A|X], Y, [A|Z]):-
 not(order(A, H)), split(H, X, Y, Z).
split(_, [], [], []).
quicksort([], X, X).
quicksort([H|T], S, X):-
 split(H, T, A, B),
 quicksort(A, S, [H|Y]),
 quicksort(B, Y, X).
```

### Tháp Hà Nội
```
hanoi(N):- move(N, left, centre, right).
move(0, _, _, _):-!.
move(N, A, B, C):-
 M is N-1,
 move(M, A, C, B), inform(A, B), move(M, C, B, A).
inform(X, Y):-
 write([move, a, disc, from, the, X, pole, to, the, Y, pole]),
 nl.
```

### Đại số
```
/* Tính đạo hàm */
d(X,X,1):-!.  /* d x dx = 1  */
d(C,X,0):- atomic(C).   /* d c dx = 0  */
d(-U,X,-A):- d(U,X,A).   /* d -u  dx = - d u dx   */  
d(U+V,X,A+B):- d(U,X,A), d(V,X,B). /* d u+v  dx = d u dx + d v dx  */
d(U-V,X,A-B):- d(U,X,A), d(V,X,B). /* d u-v  dx = d u dx - d v dx  */
d(C*U,X,C*A):- atomic(C), C \= X, d(U,X,A),!.  /* d c*u  dx = c*d u dx   */
d(U*V,X,B*U+A*V):- d(U,X,A), d(V,X,B). /* d u*v  dx = u*d v dx + v*d u dx  */ 
d(U/V,X,A):- d(U*V^(-1),X,A). /* d u/v  dx = d (u*v)^-1 dx   */
d(U^C,X,C*U^(C-1)*W):- atomic(C), C \= X, d(U,X,W). /* d u^c  dx = c*u^(c-1)*d u dx */
d(log(U),X,A*U^(-1)):- d(U,X,A).  /* d ln(u) dx = u^-1 * d u dx   */
```

```
/* Tính tích phân */
i(0,X,0):-!.  /* Int 0  dx = 0  */
i(X,X,(X*X)/2):-!.    /* Int X  dx = (X^2)/2 */
i(C,X,C*X):- atomic(C).  /* Int c  dx = c*x */
i(-U,X,-A):- i(U,X,A).   /* Int -U dx = - Int U dx  */
i(U+V,X,A+B):- i(U,X,A), i(V,X,B). /* Int U+V dx = Int U dx + Int V dx  */ 
i(U-V,X,A-B):- i(U,X,A), i(V,X,B). /* Int U-V dx = Int U dx - Int V dx  */
i(C*U,X,C*A):- atomic(C), C \= X, i(U,X,A),!.  /* Int cU dx = c (Int U dx)   */
i(X^C,X,(X^(C+1))/(C+1)):- atomic(C),!.   /* Int x^c dx = x^(c+1)/(c+1)   */
i(U,V,U*V-A):- d(V,U,A),!.  /* Int u  dv = u*v - Int v du  */
```

```
/* Một số luật đơn giản */
s(+,X,0,X).  /* x + 0 = x  */
s(+,0,X,X).  /* 0 + x = x  */
s(+,X,Y,X+Y).    /* x + y = x + y  */
s(+,X,Y,Z):- integer(X), integer(Y), Z is X+Y.  /* x + y = z   <- Calculate */
s(*,_,0,0).  /* anything * 0 = 0 */
s(*,0,_,0).  /* 0 * anything = 0 */
s(*,1,X,X).  /* 1 * x = x  */
s(*,X,1,X).  /* x * 1 = x  */
s(*,X,Y,X*Y).    /* x * y = x * y  */
s(*,X*Y,W,X*Z):- integer(Y), integer(W), Z is Y*W.  
s(*,X,Y,Z):- integer(X), integer(Y), Z is X*Y.  /* x * y = z   <- Calculate */
```

```
/* Đơn giản hoá */
simp(E,E):- atomic(E),!.
simp(E,F):- E =.. [Op, La, Ra], simp(La,X), simp(Ra,Y), s(Op,X,Y,F).
```

## Bảng so sánh
| Nền tảng    | Nền tảng                | Nền tảng  | Tính năng | Tính năng | Tính năng  | Tính năng     | Tính năng        | Tính năng           | Bộ công cụ                | Bộ công cụ | Bộ công cụ    | Cơ chế Prolog                |
| Tên         | HĐH                     | Giấy phép | Đồ hoạ    | Unicode   | Điều khiển | Chạy một mình | Giao diện với C* | Giao diện với Java* | Trình biên dịch tương tác | Gỡ rối     | Code Profiler | Cú pháp                      |
| ----------- | ----------------------- | --------- | --------- | --------- | ---------- | ------------- | ---------------- | ------------------- | ------------------------- | ---------- | ------------- | ---------------------------- |
| DOS-PROLOG  | MS-DOS                  | Shareware | TRUE      | TRUE      | TRUE       | TRUE          |                  |                     |                           | TRUE       |               | Edinburgh Prolog             |
| Open Prolog | Mac OS                  | Freeware  |           |           |            |               |                  |                     |                           | TRUE       |               |                              |
| Ciao Prolog | Unix, Windows           | GPL       |           |           |            | TRUE          | TRUE             | TRUE                | TRUE                      | TRUE       |               | ISO-Prolog                   |
| GNU Prolog  | Unix, Windows           | GPL       |           |           | TRUE       | TRUE          | TRUE             |                     | TRUE                      | TRUE       |               | ISO-Prolog                   |
| SWI-Prolog  | Unix, Windows, Mac OS X | LGPL      | TRUE      | TRUE      |            | TRUE          | TRUE             | TRUE                | TRUE                      | TRUE       | TRUE          | ISO-Prolog, Edinburgh Prolog |

*Giao diện với C/Java cũng có thể được sử dụng cho đồ hoạ và các điều khiển.

### Một số cài đặt
- WIN Prolog Lưu trữ ngày 6 tháng 2 năm 2005 tại Wayback Machine của Logic Programming Associates
- Open Prolog, cài đặt cho Apple Mac.
- Ciao Prolog, mã mở tuân theo GPL và LGPL
- GNU Prolog, hoặc gprolog, mã mở tuân theo GPL
- YAP Prolog Lưu trữ ngày 6 tháng 7 năm 2004 tại Wayback Machine, mã mở tuân theo Artistic License
- SWI-Prolog, mã mở tuân theo LGPL
- SICStus Prolog, một phiên bản thương mại, có hỗ trợ lập trình ràng buộc
- ECLiPSe Prolog Lưu trữ ngày 14 tháng 8 năm 2017 tại Wayback Machine một phiên bản thương mại
- XSB, mã mở tuân theo LGPL

### Hướng dẫn học
- Prolog Tutorial Lưu trữ ngày 3 tháng 3 năm 2016 tại Wayback Machine by J.R.Fisher
- Visual Prolog Tutorial Lưu trữ ngày 22 tháng 3 năm 2005 tại Wayback Machine
- Runnable examples by Lloyd Allison
- Visual Prolog Examples Lưu trữ ngày 29 tháng 5 năm 2005 tại Wayback Machine
- Logic Programming and Prolog (2ed) by Ulf Nilsson and Jan Maluszynski
- Prolog Programming A First Course Lưu trữ ngày 6 tháng 4 năm 2006 tại Wayback Machine by Paul Brna
- Adventure in Prolog, online book by Amzi! Inc.
- On-line guide to Prolog Programming by Roman Bartak
- Learn Prolog Now! Lưu trữ ngày 19 tháng 8 năm 2007 tại Wayback Machine by Patrick Blackburn, Johan Bos and Kristina Striegnitz

### Lập trình nâng cao
- Richard O'Keefe, The Craft of Prolog, ISBN 0-262-15039-5.
- Building Expert Systems in Prolog, online book by Amzi! Inc.

### Hội thảo
- ICLP Lưu trữ ngày 13 tháng 4 năm 2006 tại Wayback Machine Hội thảo quốc tế về lập trình lô-gíc
- INAP Hội thảo quốc tế về lập trình khai báo và quản lý tri thức

### Các nguồn khác
- comp.lang.prolog FAQ Lưu trữ ngày 4 tháng 4 năm 2006 tại Wayback Machine
- Prolog: The ISO standard
- Prolog Development Center